# Gleinalmsattel
Der Gleinalmsattel ist ein 1586 m ü. A. hoher Alpenpass über die Gleinalpe in der Steiermark. Auf der Passhöhe liegen die Kirche Maria Schnee und das Gleinalmschutzhaus, das früher den Säumern, die hier den Weg vom oberen in das mittleren Murtal abkürzen konnten, als Unterkunft diente. Heute ist das Schutzhaus ein wichtiger Anlaufpunkt für Wanderer.

## Geographie
Die Gleinalpe zieht sich von der Stubalpe nahe der Grenze zu Kärnten nach Nordosten bis an das Durchbruchstal der Mur südlich von Bruck an der Mur. Ihre langgestreckten Bergrücken bilden die Grenze zwischen der Obersteiermark (konkret dem Oberen Murtal) im Norden und dem Köflach-Voitsberger Becken bzw. dem Steirischen Hügelland und in weiterer Folge dem Grazer Becken im Süden. Das erwähnte Durchbruchstal ist die einzige „ebenerdige“ Verbindung zwischen den genannten Landesteilen, die Strecke entlang des in einem weiten Bogen fließenden Flusses stellt jedoch einen beträchtlichen Umweg dar. Somit waren die Pässe über die Stub- und Gleinalpe – allen voran das Gaberl, aber auch der Gleinalmsattel und manche kleinere Übergänge – seit jeher von besonderer Bedeutung für den Warenverkehr.
Der Gleinalmsattel liegt inmitten der höchsten Gipfel der Gleinalpe. Nördlich befindet sich der 1988 m hohe Speikkogel, südlich der 1848 m hohe Roßbachkogel. Am Sattel laufen mehrere Wege zusammen, die ihren Ausgang in verschiedenen Seitengräben des Murtales haben. Der direkteste Weg von Übelbach im Osten führt durch den Übelbach- und Neuhofgraben, darüber hinaus kann der Sattel aus Südosten von Kleinstübing (Stübinggraben) oder von Gratwein (via Pleschkogel) erreicht werden. Von Nordwesten führen die Wege, ausgehend von Knittelfeld, durch den Gleingraben oder die westlich davon gelegene sogenannte Rachau. Aus dem Süden ist der Sattel indirekt über Wege erreichbar, die aus den Tälern des Södingbachs (Ortschaft Geistthal) bzw. der Kainach (Ortschaft Gallmannsegg) auf den Roßbachkogel führen. Von der Brendlalm an dessen Südostflanke kann der Gleinalmsattel quasi ohne weitere Höhenmeter erreicht werden.
Am Gleinalmsattel laufen die Grenzen von vier Bezirken zusammen. An der Passhöhe treffen die Bezirke Murtal und Graz-Umgebung aufeinander, nördlich am Speikkogel ist der südlichste Punkt des Bezirks Leoben, Südlich am Roßbachkogel der nördlichste Punkt des Bezirks Voitsberg.

## Geschichte
Aus der Gegend von Geistthal und dem zu Gallmannsegg gehörenden Oswaldgraben sind einige römerzeitliche Funde bekannt, die Hinweis auf eine gewisse Bedeutung der Orte geben, welche wohl auch aus den Übergängen über die Gleinalm resultiert. Nach Ende des Römischen Reiches gewannen die transalpinen Verkehrswege durch den zivilisatorischen Aufschwung im Hochmittelalter wieder an Bedeutung. Auf der sogenannten Schanzwiese am Tiefsattel (1345 m, östlich des Roßbachkogels) befinden sich die Reste einer Schanze, welche die Kontrolle des von dort aus via Ochsenkogel und Brendlalm zum Gleinalmsattel verlaufenden Weges ermöglichte. Da die Errichtung solcher Anlagen an wichtigen Übergängen des Steirischen Randgebirges (zu dem die Gleinalpe gezählt wird) aus der Zeit der Türkenkriege urkundlich überliefert ist, war für die Anlage eine Datierung ab dem 15. Jahrhundert angenommen worden, C14-Proben lassen aber auch eine Errichtung der Anlage infolge der Ungarneinfälle des 10. Jahrhunderts möglich erscheinen.
Neben den Siedlungen des Murtals waren auch die Abtei Seckau und die Stifte St. Lambrecht und Rein wichtige Wirtschaftstreibende, die die Verbindung über die Gleinalm nutzten. Unter den transportieren Gütern waren Salz (aus dem Salzkammergut im Nordosten) und Wein (aus dem Süden) besonders bedeutsam. Die klösterliche Buchführung belegt, dass die Wege selbst im Winter verwendet wurden. Das Sterbebuch der Pfarre Kainach überliefert, dass 1720 ein mit Weinfässern beladener, von vier Ochsen gezogener Wagen samt dessen Fuhrknechten auf der Straße von einer Lawine verschüttet wurde. Durch den zunehmenden Verkehr über den Pass entgingen den Städten Leoben und Bruck Mauteinnahmen, sodass sie schon 1489 bei Friedrich III. eine Sperre des Sattels erwirkten. Dieses Verbot ist heute Anlass für das Saumwegsperren, ein Volksfest in Übelbach. Die Errichtung einer befestigten Straße über den Gleinalmsattel wurde erwogen, sie kam jedoch nie zustande und erübrigte sich mit dem Bau des 1978 eröffneten Gleinalmtunnels.

## Wanderwege, Gleinalmschutzhaus

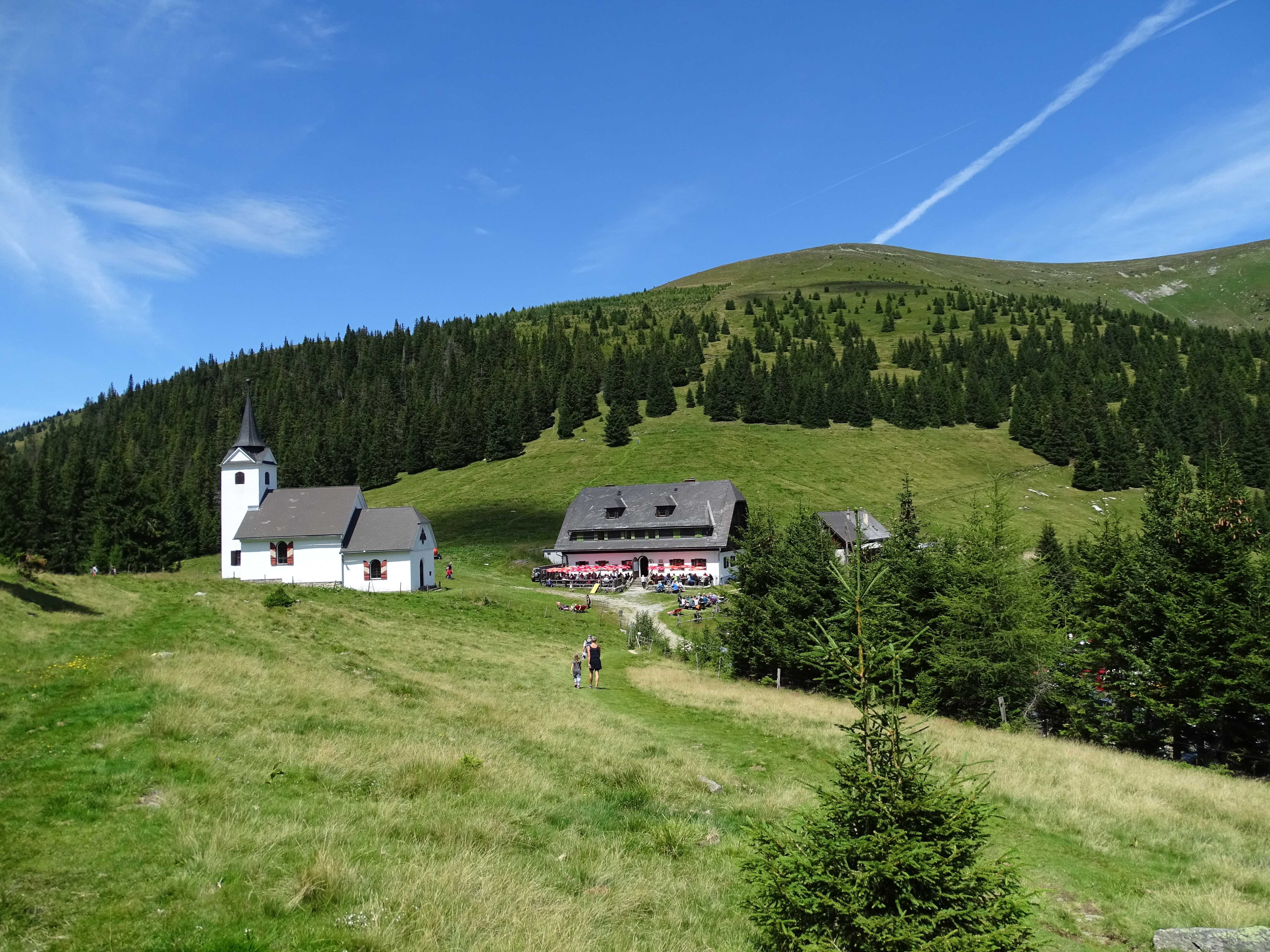
Gleinalmschutzhaus und Kirche Maria Schnee. Im Hintergrund führt der Fernwanderweg auf den Speikkogel

Neben den oben genannten, historisch gewachsenen Saumpfaden, die die Gleinalpe auf möglichst kürzestem Weg queren wollen, gibt es heute einen bedeutenden Wanderweg, der entlang des breiten Rückens der Gleinalpe läuft und dabei den Gleinalmsattel kreuzt. Er ist Teil des Europäischen Fernwanderweges E6, des Zentralalpenweges und des Nord-Süd-Weitwanderweges.
Vermutlich gab es schon im Mittelalter am Sattel eine Unterkunft für Reisende, die ältesten schriftlichen Belege für eine Gastwirtschaft stammen aus dem Jahr 1670. Neben dem heutigen Schutzhaus befindet sich seit zumindest dem 18. Jahrhundert die Wallfahrtskirche Maria Schnee. Das Schutzhaus wurde 1916 durch den Österreichischen Touristenklub von der Liechtenstein’schen Forstverwaltung gepachtet. Durch die Fertigstellung der Lokalbahn Peggau–Übelbach erwartete man einen touristischen Aufschwung des Gebietes. Durch einen Umbau im selben Jahr entstanden sechs Zimmer mit insgesamt 17 Betten, 1927 erfolgte eine Erweiterung des Hauses, das nun über 40 Betten in Zimmern sowie ein Matratzenlager mit 60 Betten verfügte und ganzjährig bewirtschaftet wurde. Dieser Bau brannte im Februar 1949 ab, eventuell durch Fahrlässigkeit dreier Schifahrer, die in der Nähe festgenommen wurden.
Heute wird das wieder aufgebaute Gleinalmschutzhaus von Mitte Mai bis Mitte September bewirtschaftet. Es verügt über sechs Zimmer mit 16 Betten und ein Matratzenlager. Das Haus ist nur zu Fuß erreichbar. Eine Ausnahme bilden jene fünf Tage im Jahr, an denen in der Kirche eine Messe gelesen wird. Dann ist die Forststraße, die aus östlicher Richtung auf den Sattel führt, für den Privatverkehr geöffnet.